# Hof van Twente
Hof van Twente es un municipio de la comarca de Twente, en la provincia de Overijssel de los Países Bajos. Cuenta con una superficie de 215,41 km ², de los que 2,64 km ² corresponden a la superficie ocupada por el agua. El 1 de enero de 2014 el municipio tenía una población de 34.997 habitantes, lo que supone una densidad de 164 h/km². El municipio fue creado a raíz de la reorganización municipal de 2001 por la fusión de Diepenheim, Goor, Markelo, Ambt Delden y Stad Delden. La localidad principal es Goor, con 12.402 habitantes.
Cuenta con dos estaciones de tren en la línea de cercanías Zutphen - Oldenzaal en Goor y Delden.

## Galería de imágenes

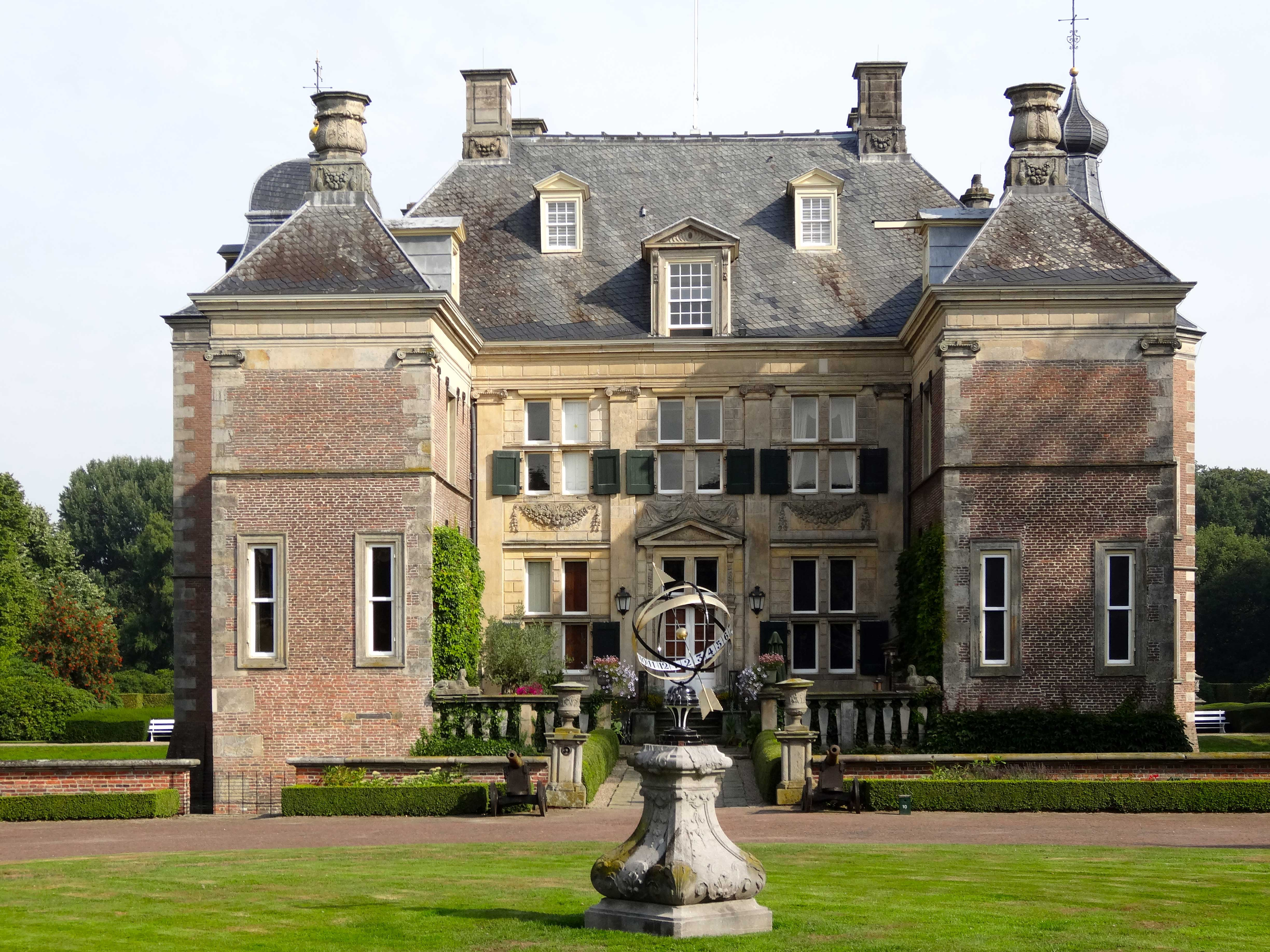
Castillo Weldam en Kerspel Goor.
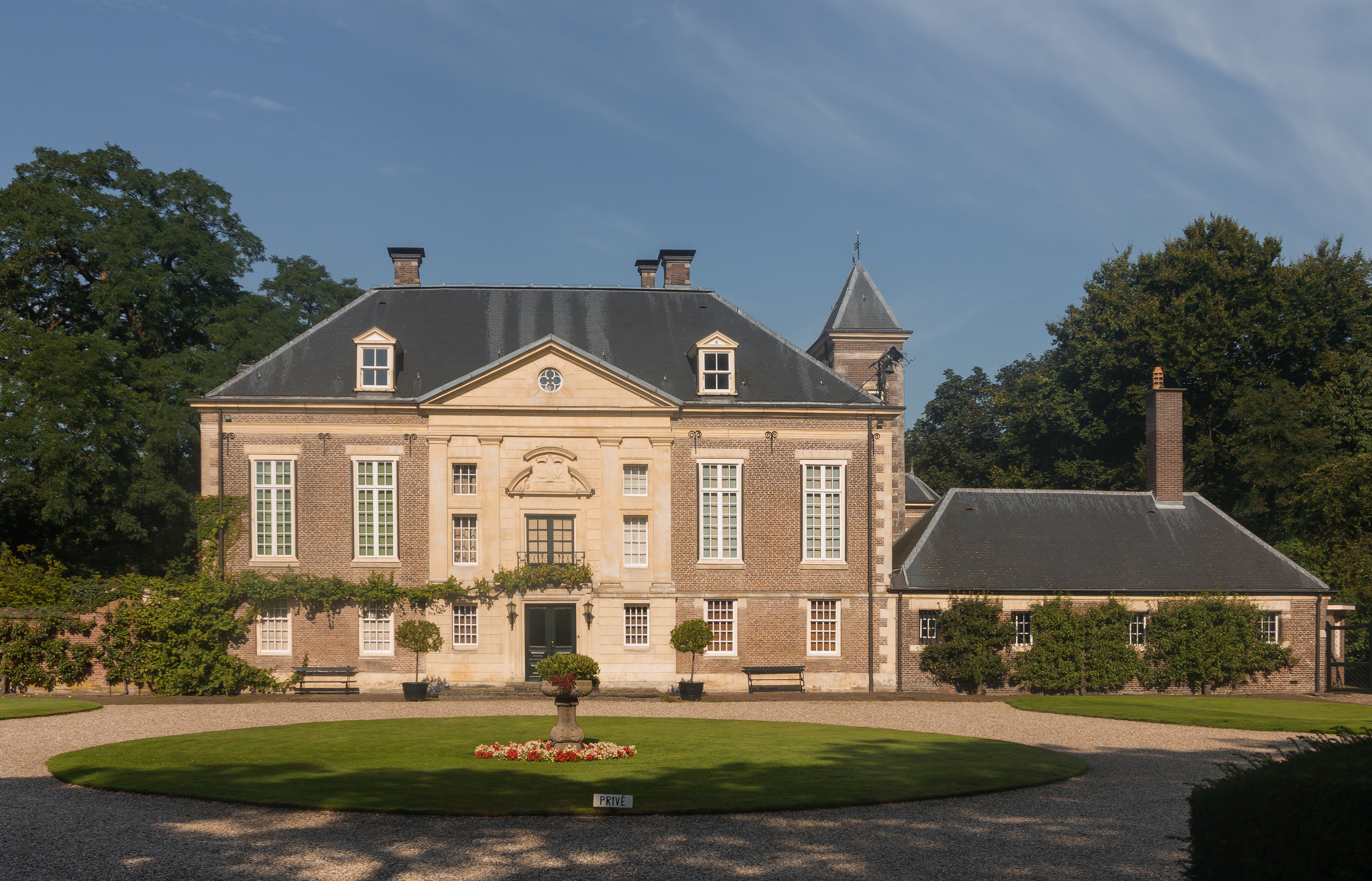
Huis Diepenheim, mansión del siglo XVII
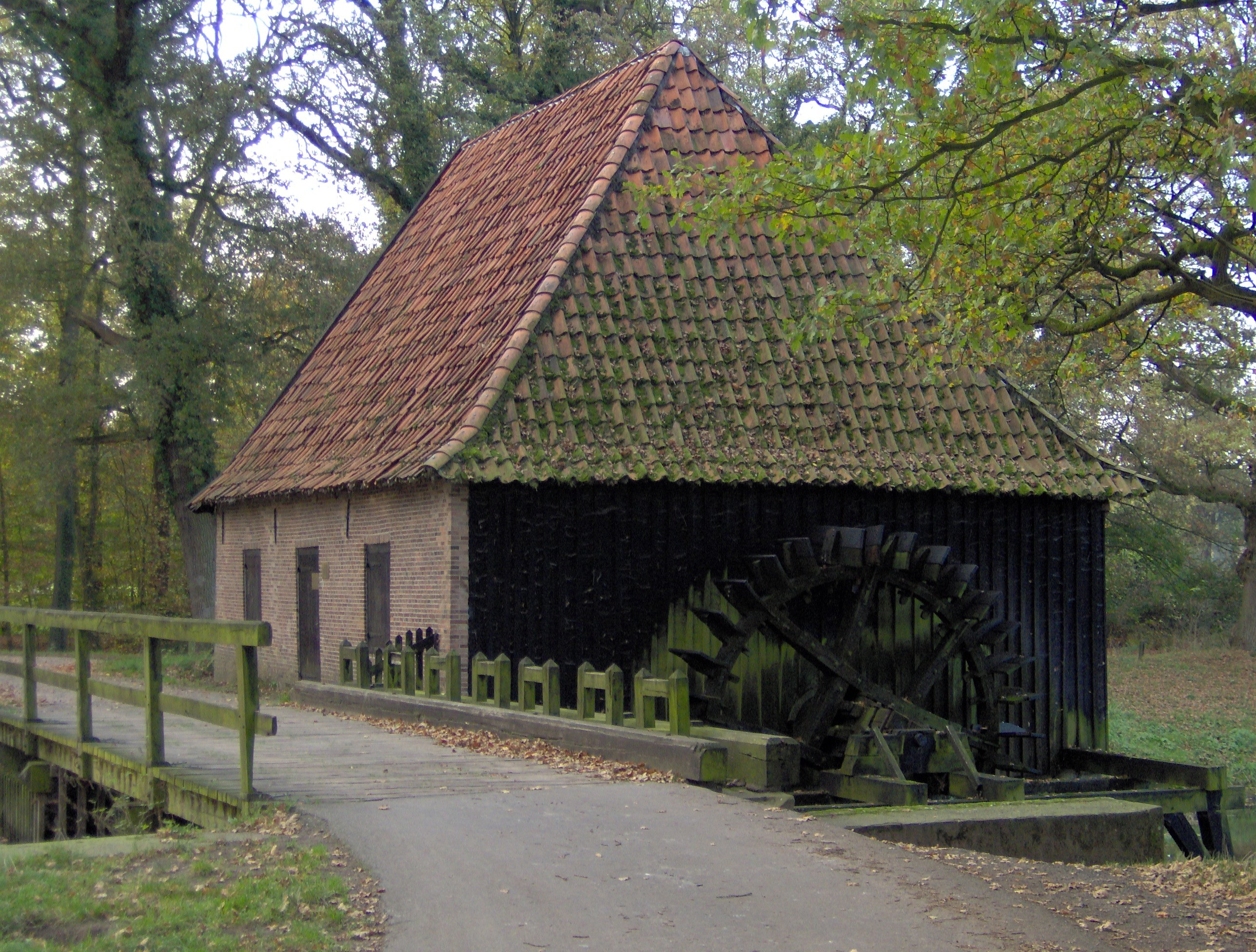
Noordmolen, molino de agua del siglo XIV destinado al prensado de aceite colza y linaza.
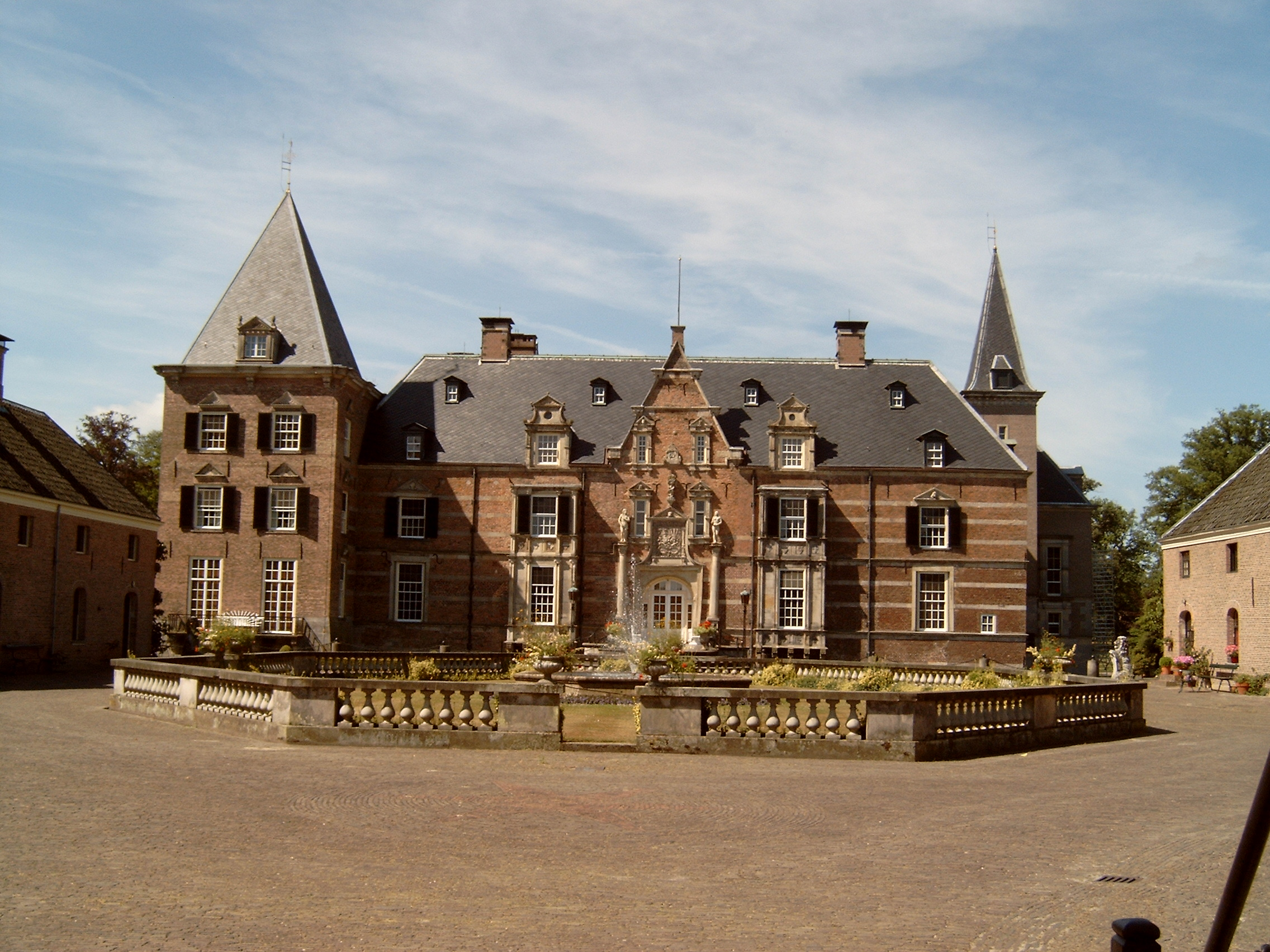
Castillo Twickel en Delden.
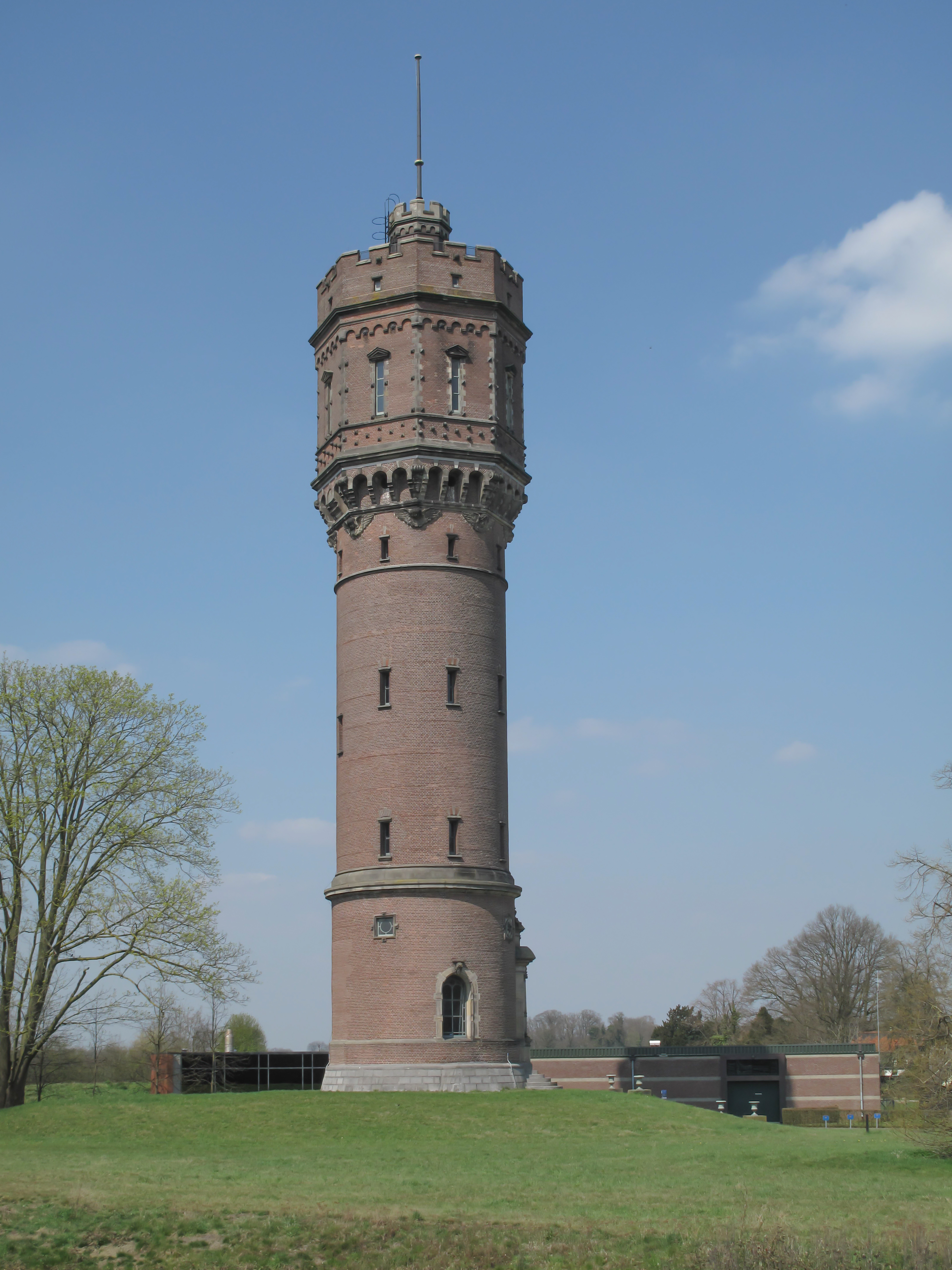
Torre de agua en Delden